# Kwantowa teoria pola
Teorie pól kwantowych (ang. Quantum Field Theory, QFT) – współczesne teorie fizyczne tłumaczące oddziaływania podstawowe. Są one rozwinięciem mechaniki kwantowej zapewniającym jej zgodność ze szczególną teorią względności. QFT w odróżnieniu od pierwotnej relatywistycznej mechaniki kwantowej uwzględnia zjawiska, w których zmienia się liczba cząstek elementarnych w czasie: kreacja par, anihilacja czy absorpcja.
Aparatem matematycznym teorii pól kwantowych jest, tak samo jak w mechanice kwantowej, rachunek operatorów w przestrzeni Hilberta. Wielkości fizyczne wyraża się za pomocą specjalnych obiektów operatorowych zwanych polami, a będących dystrybucjami o wartościach operatorowych zależnych od punktu czasoprzestrzeni.
Pola mogą opisywać abstrakcyjne wielkości fizyczne, ale także całe cząstki lub układy cząstek łącznie z ich oddziaływaniami. Ogólnie, jeżeli pole kwantowe spełnia równanie pola, to opisuje cząstkę fizyczną. Istnieje związek pola kwantowego z funkcją falową (funkcja falowa jest równa elementowi macierzowemu pola kwantowego pomiędzy stanem próżni a stanem jednocząstkowym).
Najważniejszym narzędziem teorii pól kwantowych są symetrie, czyli przekształcenia, które pozostawiają niezmienione pola lub układy pól. Podając grupę symetrii zachowywanej przez pole, można podać wszystkie własności opisywanej przez nie cząstki i charakter oddziaływań, w których uczestniczy.
Przykładami teorii pól kwantowych są: elektrodynamika kwantowa, teoria oddziaływań elektrosłabych, chromodynamika kwantowa, model standardowy, teorie wielkiej unifikacji, supersymetria.
Próbą opisu QFT z uwzględnieniem efektów ogólnej teorii względności jest kwantowa teoria pola w zakrzywionej czasoprzestrzeni.

## Podstawowe zasady kwantyzacji pól
W poniższym tekście użyto naturalnych jednostek, dla których stała Plancka oraz prędkość światła są równe jedności.

### Pola klasyczne
Pole klasyczne jest to funkcja rzeczywista współrzędnych przestrzennych i czasu. Np. takim polami są pole grawitacyjne Newtona i pole elektromagnetyczne.
Pole posiada w każdym punkcie przestrzeni jakąś wartość (skalarną, wektorową, tensorową), która zmienia się w czasie. Mówi się, że pole ma nieskończenie wiele stopni swobody, tzn. do jego pełnego opisu potrzeba podania wartości w nieskończonej liczbie punktów przestrzeni.
Wielkości polowe klasyczne to wielkości skalarne, współrzędne wektorów i tensorów. Wielkości te mogą być dowolnymi liczbami rzeczywistymi (lub zespolonymi, ale tak, by w sumie dawały funkcje rzeczywiste).
Pole klasyczne może mieć energie, które są dowolnymi liczbami nieujemnymi, z zakresu continuum.
Wiele zjawisk nie da się objaśnić za pomocą pól klasycznych. Np. efekt fotoelektryczny opisuje się przyjmując, że pole elektromagnetyczne jest skwantowane, tj. jego energia jest skwantowana (nieciągła); kwanty energii pola elektromagnetycznego nazywa się fotonami.
Celem kwantowej teorii pola jest opis różnych zjawisk, używając zmodyfikowanej koncepcji pola. Najpowszechniejszymi sformułowaniami kwantowej teorii pola są metoda kanonicznej kwantyzacji oraz metoda całek po trajektoriach. Aby pokazać motywację wprowadzenia kwantowej teorii pola przypomnimy podstawowe wiadomości na temat pól klasycznych.

### Pole skalarne rzeczywiste. Równanie ruchu pola klasycznego
Pole skalarne jest najprostszym typem pola. Pole to przypisuje każdemu punktowi przestrzeni {\displaystyle \mathbf {x} =(x^{1},x^{2},x^{3})} jedną liczbę rzeczywistą {\displaystyle \phi (t,\mathbf {x} )\equiv \phi (t,x^{1},x^{2},x^{3}),} która w ogólności jest funkcją czasu i współrzędnych przestrzennych. Gęstość lagrangianu takiego pola ma postać:
{\displaystyle {\mathcal {L}}={\frac {1}{2}}{\dot {\phi }}^{2}-{\frac {1}{2}}(\nabla \phi )^{2}-{\frac {1}{2}}m^{2}\phi ^{2},}
gdzie:
{\displaystyle {\dot {\phi }}\equiv {\frac {\partial \phi }{\partial t}}} – pochodna pola po czasie,
{\displaystyle \nabla =\left({\frac {\partial }{\partial x^{1}}},{\frac {\partial }{\partial x^{2}}},{\frac {\partial }{\partial x^{3}}}\right)=\mathbf {i} {\frac {\partial }{\partial x^{1}}}+\mathbf {j} {\frac {\partial }{\partial x^{2}}}+\mathbf {k} {\frac {\partial }{\partial x^{3}}}} – operator nabla,
{\displaystyle m} – rzeczywisty parametr, „masa” pola.
„Masa” pola jest odpowiednikiem masy, jaką przypisuje się cząstce punktowej w mechanice klasycznej.
Uwaga: W kwantowej teorii pola cząstki punktowe zostają zastąpione polami, niosącymi takie same parametry, jak ich klasyczne odpowiedniki. Dlatego np. pole kwantowe elektronu – tzw. pole Diraca – posiada masę {\displaystyle m,} ładunek {\displaystyle e,} spin {\displaystyle s=1/2} – gdyż takie same parametry posiada elektron, traktowany jako cząstka punktowa. W odróżnieniu od omawianego tu pola skalarnego pole Diraca jest polem spinorowym.
Stosując równanie Eulera-Lagrange’a – dla przypadku, gdy lagrangian zależy od 4 zmiennych {\displaystyle (t,x^{1},x^{2},x^{3})} i zawiera maksymalnie pochodne 2-go rzędu
{\displaystyle {\frac {\partial }{\partial t}}\left[{\frac {\partial {\mathcal {L}}}{\partial (\partial \phi /\partial t)}}\right]+\sum _{i=1}^{3}{\frac {\partial }{\partial x^{i}}}\left[{\frac {\partial {\mathcal {L}}}{\partial (\partial \phi /\partial x^{i})}}\right]-{\frac {\partial {\mathcal {L}}}{\partial \phi }}=0,}
otrzyma się równanie ruchu pola, czyli równanie opisujące, jak zmieniają się wartości pola w zależności od {\displaystyle t,x^{1},x^{2},x^{3},} czyli w czasie i przestrzeni
{\displaystyle \left({\frac {\partial ^{2}}{\partial t^{2}}}-\nabla ^{2}+m^{2}\right)\phi =0.}
Jest to tzw. równanie Kleina-Gordona.
Uwaga:
We współrzędnych czasoprzestrzennych {\displaystyle x^{\mu }=(x^{0}=ct,x^{1},x^{2},x^{3})} równanie Eulera-Lagrange’a przyjmie symetryczną postać
{\displaystyle \partial _{\mu }\left({\frac {\partial {\mathcal {L}}}{\partial (\partial _{\mu }\psi )}}\right)-{\frac {\partial {\mathcal {L}}}{\partial \psi }}=0}
gdzie domyślnie sumuje się po powtarzających się indeksach, przy czym {\displaystyle \mu =0,1,2,3} oraz np. {\displaystyle \partial _{\mu }\psi ={\frac {\partial \psi }{\partial x^{\mu }}}.} Wtedy gęstość lagrangianu zamiast wyrażenia
{\displaystyle {\mathcal {L}}={\frac {1}{2}}{\dot {\phi }}^{2}-{\frac {1}{2}}(\nabla \phi )^{2}-{\frac {1}{2}}m^{2}\phi ^{2}}
przyjmuje postać
{\displaystyle {\mathcal {L}}={\frac {1}{2}}[\partial _{\mu }\phi \,\partial ^{\mu }\phi -m^{2}\phi ^{2}],}
a równanie Kleina-Gordona przyjmuje postać
{\displaystyle \left(\partial _{\mu }\partial ^{\mu }+m^{2}\right)\phi =0.}

### Rozwiązania równania rzeczywistego pola skalarnego
Równanie Kleina-Gordona jest równaniem falowym. Ponieważ równanie to jest liniowe, to jego najogólniejsze rozwiązania {\displaystyle \phi (\mathbf {x} ,t)} można rozłożyć na sumę fal płaskich (rozkład ten przedstawia transformatę Fouriera funkcji pola)
{\displaystyle \phi (\mathbf {x} ,t)=\int {\frac {d^{3}p}{(2\pi )^{3}}}{\frac {1}{\sqrt {2\omega _{\mathbf {p} }}}}\left(a_{\mathbf {p} }e^{-i\omega _{\mathbf {p} }t+i\mathbf {p} \cdot \mathbf {x} }+a_{\mathbf {p} }^{*}e^{i\omega _{\mathbf {p} }t-i\mathbf {p} \cdot \mathbf {x} }\right),}
gdzie:
{\displaystyle a,}{\displaystyle a_{p}^{*}} – dowolne funkcje skalarne pędu {\displaystyle p,} ale takie że {\displaystyle a_{p}^{*}} – sprzężenie zespolone liczby {\displaystyle a_{p},} co zapewnia, że funkcja {\displaystyle \phi (\mathbf {x} ,t)} będzie rzeczywista,
{\displaystyle \omega _{p}} – częstotliwość składowej pola (modu pola),
{\displaystyle p} – pęd składowej pola,
przy czym zachodzą zależności
{\displaystyle \omega _{\mathbf {p} }={\sqrt {|\mathbf {p} |^{2}+m^{2}}}}
Każda składowa pola (mod pola), który ma pęd {\displaystyle p,} może być traktowana jako rozwiązanie równania oscylatora harmonicznego, gdyż równanie oscylatora daje identyczne rozwiązania. Obserwacja ta stanowi podstawę do kwantyzacji pola klasycznego (por. kwantowa teoria pola).
Uwaga: W kwantowej teorii pola rozważa się zespolone pola skalarne. Wtedy nie narzuca się warunku, by współczynniki {\displaystyle a,}{\displaystyle a_{p}^{*}} były liczbami wzajemnie sprzężonymi (i oznacza się je wtedy różnymi symbolami).

### Kanoniczna kwantyzacja oscylatora
Procedura kanonicznej kwantyzacji pola klasycznego jest analogiczna do procedury promującej klasyczny oscylator harmoniczny do operatora kwantowego.
Przemieszczenie oscylatora klasycznego od położenia równowagi jest opisane równaniem
{\displaystyle x(t)={\frac {1}{\sqrt {2\omega }}}ae^{-i\omega t}+{\frac {1}{\sqrt {2\omega }}}a^{*}e^{i\omega t},}
gdzie {\displaystyle a} – pewna liczba zespolona (w ogólności dowolna), {\displaystyle a^{*}} – jej sprzężenie (liczby te są znormalizowane dla wygody czynnikiem {\displaystyle {\frac {1}{\sqrt {2\omega }}}}); {\displaystyle \omega } jest częstotliwością oscylacji.
Aby otrzymać oscylator kwantowy, liczba {\displaystyle a} jest zamieniane na operator anihilacji {\displaystyle {\hat {a}},} zaś liczba {\displaystyle a^{*}} na operator hermitowsko sprzężony {\displaystyle {\hat {a}}^{\dagger }} – operator kreacji; w ten sposób przemieszczenie oscylatora {\displaystyle x(t)} jest promowane do postaci operatora liniowego {\displaystyle {\hat {x}}(t),} zależnego od czasu:
{\displaystyle {\hat {x}}(t)={\frac {1}{\sqrt {2\omega }}}{\hat {a}}e^{-i\omega t}+{\frac {1}{\sqrt {2\omega }}}{\hat {a}}^{\dagger }e^{i\omega t},}
przy czym narzuca się warunek komutacyjny
{\displaystyle [{\hat {a}},{\hat {a}}^{\dagger }]=1.}
Stan próżni {\displaystyle |0\rangle ,} który jest stanem o najniższej energii, jest definiowany równaniem
{\displaystyle {\hat {a}}|0\rangle =0.}
Dowolny stan kwantowy {\displaystyle |n\rangle } oscylatora harmonicznego można otrzymać ze stanu próżni {\displaystyle |0\rangle } poprzez działanie odpowiednią liczbę razy operatorem kreacji {\displaystyle {\hat {a}}^{\dagger }}
{\displaystyle |n\rangle =({\hat {a}}^{\dagger })^{n}|0\rangle .}

### Kanoniczna kwantyzacja rzeczywistego pola skalarnego
W analogiczny sposób dokonuje się zamiany pola klasycznego {\displaystyle \phi (t,\mathbf {x} )} na operator pola {\displaystyle {\hat {\phi }}{:}} amplitudy {\displaystyle a_{\mathbf {p} }} oraz {\displaystyle a_{\mathbf {p} }^{*}} zamienia się na operatory anihilacji {\displaystyle {\hat {a}}_{\mathbf {p} }} i kreacji {\displaystyle {\hat {a}}_{\mathbf {p} }^{\dagger }} odpowiadających pędom {\displaystyle \mathbf {p} ,} czyli otrzyma się
{\displaystyle {\hat {\phi }}(\mathbf {x} ,t)=\int {\frac {d^{3}p}{(2\pi )^{3}}}{\frac {1}{\sqrt {2\omega _{\mathbf {p} }}}}\left({\hat {a}}_{\mathbf {p} }e^{-i\omega _{\mathbf {p} }t+i\mathbf {p} \cdot \mathbf {x} }+{\hat {a}}_{\mathbf {p} }^{\dagger }e^{i\omega _{\mathbf {p} }t-i\mathbf {p} \cdot \mathbf {x} }\right).}
przy czym zakłada się następujące relacje komutacyjne:
- {\displaystyle [{\hat {a}}_{\mathbf {p} },{\hat {a}}_{\mathbf {q} }^{\dagger }]=(2\pi )^{3}\delta (\mathbf {p} -\mathbf {q} ),}
- {\displaystyle [{\hat {a}}_{\mathbf {p} },{\hat {a}}_{\mathbf {q} }]=[{\hat {a}}_{\mathbf {p} }^{\dagger },{\hat {a}}_{\mathbf {q} }^{\dagger }]=0,}

gdzie {\displaystyle \delta } – delta Diraca.
Ponadto stan próżni {\displaystyle |0\rangle } definiuje się za pomocą warunku:
{\displaystyle {\hat {a}}_{\mathbf {p} }|0\rangle =0,\quad {\text{dla wszystkich }}\mathbf {p} .}
Znaczenie stanu próżni {\displaystyle |0\rangle } jest fundamentalne, gdyż każdy inny stan pola można otrzymać przez działanie na stan próżni odpowiednimi operatorami kreacji {\displaystyle {\hat {a}}_{\mathbf {p} }^{\dagger }} odpowiednią liczbę razy, np.
{\displaystyle ({\hat {a}}_{\mathbf {p} _{3}}^{\dagger })^{3}{\hat {a}}_{\mathbf {p} _{2}}^{\dagger }({\hat {a}}_{\mathbf {p} _{1}}^{\dagger })^{2}|0\rangle }
generuje stan pola {\displaystyle |3_{\mathbf {p} _{3}},1_{\mathbf {p} _{2}},2_{\mathbf {p} _{1}}\rangle } zawierający:
2 kwanty o pędzie {\displaystyle \mathbf {p} _{1},}
1 kwant o pędzie {\displaystyle \mathbf {p} _{2},}
3 kwanty o pędzie {\displaystyle \mathbf {p} _{3}.}

## Zakres zastosowań QFT

### Rodzaje pól kwantowych
Pola {\displaystyle \phi (t,\mathbf {x} )} w lagrangianie są określona na ciągłej czasoprzestrzeni, jednak możliwe ich stany są dyskretne ze względu na dodatkowe parametry, np. energię czy liczbę cząstek (podobnie jak stany pojedynczego oscylatora kwantowego). Przestrzeń stanów określających liczby cząstek pola nazywa się przestrzenią Foka (Focka) QFT pozwala opisać procesy kreacji i anihilacji cząstek, czego nie da się zrobić w ramach formalizmu mechaniki kwantowej.
Metodę kwantyzacji pól dającą możliwość opisu kreacji i anihilacji cząstek nazywa się drugim kwantowaniem. Można ją zastosować do kwantowania nie tylko rzeczywistych pól skalarnych, ale też obejmuje
- zespolone pola skalarne (np. pola mezonów obojętnych elektrycznie),
- pola Diraca (np. elektronu, pozytonu, kwarków),
- pola wektorowych (np. pola elektromagnetycznego),
- pola strun.

### Metoda opisu oddziaływań pól
Jednakże operatory kreacji i anihilacji są dobrze określone w teoriach, które nie zawierają oddziaływań pół – samoodziaływań oraz oddziaływań z innymi polami. W przypadku rzeczywistych pól skalarnych operatory kreacji i anihilacji zostały wprowadzone w wyniku rozkładu pola klasycznego na sumę fal płaskich (modów), opisanych funkcjami zespolonymi. W celu przeprowadzenia obliczeń w sytuacji oddziaływań potrzebne jest zastosowanie metody rachunku zaburzeń (rachunku perturbacji) – oddziaływania traktuje się jako niewielkie zaburzenia od stanu pół swobodnych (czyli nie oddziałujących z niczym).
Lagrangian pół swobodnych uzupełnia się o dodatkowe człony, odpowiedzialne za oddziaływania. Np. człon 4-tego stopnia wprowadza się do lagrangianu rzeczywistego skalarnego pola
{\displaystyle {\mathcal {L}}={\frac {1}{2}}(\partial _{\mu }\phi )(\partial ^{\mu }\phi )-{\frac {1}{2}}m^{2}\phi ^{2}-{\frac {\lambda }{4!}}\phi ^{4},}
gdzie {\displaystyle \mu =0,1,2,3} jest indeksem współrzędnych czasoprzestrzennych, {\displaystyle \partial _{0}=\partial /\partial t,\ \partial _{1}=\partial /\partial x^{1},} itd. oznaczają pochodne cząstkowe po współrzędnych. Sumowanie po powtarzających się jednakowych indeksach opuszcza się zwyczajowo zgodnie z konwencją sumacyjną Einsteina. Jeżeli parametr {\displaystyle \lambda } jest odpowiednio mały, to teoria oddziaływania opisana za pomocą powyższego lagrangianu może być uważana za małe zaburzenie wobec teorii pół swobodnych.

## Metoda całek po trajektoriach w QFT
Sformułowanie QFT za pomocą metody całek po trajektoriach jest nastawione na obliczanie amplitud rozpraszania pewnych procesów raczej niż definiowanie operatorów pomiaru i przestrzeni stanów. Aby obliczyć amplitudę prawdopodobieństwa przejścia układu z danego stanu początkowego {\displaystyle |\phi _{I}\rangle } w chwili {\displaystyle t=0} do pewnego stanu końcowego {\displaystyle |\phi _{F}\rangle } w chwili {\displaystyle t=T,} czas {\displaystyle T} jest dzielony na {\displaystyle N} małych przedziałów. Cała amplituda jest iloczynem amplitud ewolucji pomiędzy poszczególnymi przedziałami wzdłuż wszystkich możliwych dróg – stąd całkuje się po wszystkich możliwych stanach pośrednich; przy tym amplituda danej drogi jest równa {\displaystyle e^{-iHT/N},} gdzie {\displaystyle H} oznacza operator Hamiltona układu, zaś {\displaystyle U=e^{-iHT}} jest operatorem ewolucji:{\displaystyle \langle \phi _{F}|e^{-iHT}|\phi _{I}\rangle =\int d\phi _{1}\int d\phi _{2}\ldots \int d\phi _{N-1}\,\langle \phi _{F}|e^{-iHT/N}|\phi _{N-1}\rangle \ldots \langle \phi _{2}|e^{-iHT/N}|\phi _{1}\rangle \langle \phi _{1}|e^{-iHT/N}|\phi _{I}\rangle .}
Obliczając granicę {\displaystyle N\to \infty ,} powyższa całka staje się całką po trajektoriach Feynmana
{\displaystyle \langle \phi _{F}|e^{-iHT}|\phi _{I}\rangle =\int {\mathcal {D}}\phi (t)\,\exp \left\{i\int _{0}^{T}dt\,L\right\},}
gdzie {\displaystyle L} jest Lagrangianem zależnym od pola {\displaystyle \phi } i jego pochodnych względem współrzędnych czasoprzestrzennych, otrzymanym z Hamiltonianu {\displaystyle H} za pomocą transformacji Legendre’a. Początkowe i końcowe warunki dla całkowania są następujące
{\displaystyle \phi (0)=\phi _{I},\quad \phi (T)=\phi _{F}.}

## QFT w zakrzywionej czasoprzestrzeni
(1) Kwantowa teoria pola w różnych jej przypadkach, np. teorie {\displaystyle \phi ^{4},} QED, QCD, model standardowy zakłada (3+1)-wymiarową czasoprzestrzeń Minkowskiego (3 wymiary przestrzenne i 1 czasowy). Jednak formalizm teorii nie nakłada a priori żadnych ograniczeń na liczbę wymiarów i strukturę czasoprzestrzeni.
Np. W fizyce materii skondensowanej QFT używa się przestrzeni (2+1) do opisu gazu elektronowego. Fizyka wysokich energii oraz teoria strun są przykładami (1+1)-wymiarowych QFT, zaś teoria Kaluzy–Kleina używa do opisu grawitacji dodatkowych wymiarów.
(2) W czasoprzestrzeni Minkowskiego, która jest płaska, indeksy czasoprzestrzenne opuszcza się lub podnosi za pomocą tensora metrycznego {\displaystyle \eta _{\mu \nu }} lub tensora do niego odwrotnego {\displaystyle \eta ^{\mu \nu }}
{\displaystyle A_{\mu }A^{\mu }=\eta _{\mu \nu }A^{\mu }A^{\nu },\quad \partial _{\mu }\phi \partial ^{\mu }\phi =\eta ^{\mu \nu }\partial _{\mu }\phi \partial _{\nu }\phi .}
Gęstość lagrangianu rzeczywistego pola skalarnego ma postać
{\displaystyle {\mathcal {L}}={\frac {1}{2}}[\partial _{\mu }\phi \,\partial ^{\mu }\phi -m^{2}\phi ^{2}].}
(3) W czasoprzestrzeni zakrzywionej opisanej tensorem metrycznym {\displaystyle g_{\mu \nu }} lub tensorem odwrotnym {\displaystyle g^{\mu \nu }} mamy analogiczne wzory (np. metryka Schwarzschilda wokół czarnej dziury):
{\displaystyle A_{\mu }A^{\mu }=g_{\mu \nu }A^{\mu }A^{\nu },\quad \partial _{\mu }\phi \partial ^{\mu }\phi =g^{\mu \nu }\partial _{\mu }\phi \partial _{\nu }\phi .}
Gęstość Lagrangianu rzeczywistego pola skalarnego ma teraz postać
{\displaystyle {\mathcal {L}}={\frac {1}{2}}{\sqrt {|g|}}\left(\nabla _{\mu }\phi \nabla ^{\mu }\phi -m^{2}\phi ^{2}\right),}
{\displaystyle g=\det(g_{\mu \nu })} jest wyznacznikiem tensora metrycznego, {\displaystyle \nabla _{\mu }} oznacza pochodną kowariantną (np. pochodna 4-wektora ma postać {\displaystyle \nabla _{\mu }A_{\alpha }=\partial _{\mu }A_{\alpha }-\Gamma ^{i}{}_{\mu \alpha }A_{i},} gdzie {\displaystyle \Gamma ^{i}{}_{\mu \alpha }} symbole Christoffela, które zależą od tensora {\displaystyle g_{\mu \nu }}). Lagrangian QFT w zakrzywionej czasoprzestrzeni zależy więc od lokalnego tensora metrycznego {\displaystyle g_{\mu \nu }} i dlatego zjawiska fizyczne też zależą od {\displaystyle g_{\mu \nu }.}
Uwaga:
Z porównania wzorów na gęstość lagrangianu w p. (2) i (3) widać, że wzór w (3) otrzymuje się, zastępując pochodne cząstkowe pochodnymi kowariantnymi – jest to ogólna reguła uogólniania wzorów z przestrzeni płaskiej do zakrzywionej. Dlatego np. równanie a równanie Kleina-Gordona z postaci
{\displaystyle \left(\partial _{\mu }\partial ^{\mu }+m^{2}\right)\phi =0}
w zakrzywionej czasoprzestrzeni przyjmie postać
{\displaystyle \left(\nabla _{\mu }\nabla ^{\mu }+m^{2}\right)\phi =0.}

## Literatura dodatkowa
- Steven Weinberg: Teoria pól kwantowych. Podstawy. Warszawa: Wydawnictwo Naukowe PWN, 1999. ISBN 83-01-12615-9. Brak numerów stron w książce